# Sunset Valley (Texas)
Sunset Valley es una ciudad ubicada en el condado de Travis en el estado estadounidense de Texas. En el Censo de 2010 tenía una población de 749 habitantes y una densidad poblacional de 205,83 personas por km².

## Geografía
Sunset Valley se encuentra ubicada en las coordenadas 30°13′34″N 97°48′57″O / 30.22611, -97.81583. Según la Oficina del Censo de los Estados Unidos, Sunset Valley tiene una superficie total de 3.64 km², de la cual 3.64 km² corresponden a tierra firme y (0%) 0 km² es agua.

## Demografía
Según el censo de 2010, había 749 personas residiendo en Sunset Valley. La densidad de población era de 205,83 hab./km². De los 749 habitantes, Sunset Valley estaba compuesto por el 83.85% blancos, el 1.34% eran afroamericanos, el 0.4% eran amerindios, el 7.88% eran asiáticos, el 0% eran isleños del Pacífico, el 4.01% eran de otras razas y el 2.54% pertenecían a dos o más razas. Del total de la población el 17.76% eran hispanos o latinos de cualquier raza.
```
Curiosidad:
```

Sunset valley (Texas) es también un barrio de los Sims 3.